# بيت الطير (أفلح الشام)

تعديل مصدري - تعديل

بيت الطير هي إحدى قرى عزلة مسروح بمديرية خيران المحرق التابعة لمحافظة حجة، بلغ تعداد سكانها 103 نسمة حسب تعداد اليمن لعام 2004.